# Casa Memorială „Moș Ion Roată”
Casa Memorială „Moș Ion Roată” este un muzeu județean din Câmpuri. Casa memorială a fost inaugurată la 24 ianuarie 1959, cu prilejul Centenarului Unirii Principatelor Române, în casa în care a locuit Ion Roată (1806 - 1882) din cătunul Gura Văii și strămutată la șoseaua ce leagă orașul Panciu de Soveja. Restaurată, casa cuprinde obiecte specifice ambientului familial și social în care a trăit Ion Roată și mărturii documentare privind activitatea sa în Divanul Ad-hoc al Moldovei (1857), ca deputat al țărănimii putnene. Casa este o locuință țărănească monocelulară, specifică Țării Românești, armonioasă și expresivă.
Clădirea muzeului este declarată monument istoric, având codul VN-IV-m-B-06624. 